# Малое Бабарыкино
Малое Бабарыкино — деревня в Шегарском районе Томской области. Входит в состав Баткатского сельского поселения.

## История
Основана в 1726.
До 1924 года — в составе Томского уезда Томской губернии.
В 1926 году — составе Боборыкинского сельсовета Богородского района Томского округа Сибирского края.

## Население
| 1926 | 2002 | 2010 | 2012 | 2013 | 2014 | 2015 |
| ---- | ---- | ---- | ---- | ---- | ---- | ---- |
| 496  | ↘95  | ↘64  | ↘61  | →61  | ↗64  | ↘62  |
| 2021 |      |      |      |      |      |      |
| ↗65  |      |      |      |      |      |      |

В 1926 году основное население — русские.

## Инфраструктура
Развито сельское хозяйство. В 1926 году Малое Бабарыкино состояла из 101 хозяйства.